# Landesliga Hessen 1945/46
Die Landesliga Hessen 1945/46 war die erste Spielzeit der obersten hessischen Amateurklasse nach dem Zweiten Weltkrieg. Sie war eine Ebene unterhalb der Oberliga Süd angesiedelt und bestand aus zwei Gruppen. Die beiden Gruppensieger der Landesliga bestritten nach Saisonende Aufstiegsspiele zur Oberliga Süd, in denen sich Viktoria Aschaffenburg durchsetzte. Ein Abstieg fand nicht statt.

## Hintergrund
Die Spielzeit 1945/46 im damals noch Groß-Hessen genannten Land Hessen war geprägt von zwei konkurrierenden Verbänden, dem Süddeutschen Fußball-Verband sowie dem neugegründeten Sportverband Groß-Hessen.
Der Sportverband Groß-Hessen richtete zunächst für die Sportkreise Frankfurt, Wiesbaden und Darmstadt die Mainliga sowie für die Sportkreise Kassel und Fulda die Kurhessenliga ein. Die Mainliga nahm am 2. Dezember 1945 den Spielbetrieb auf. Am 19. Dezember 1945 beschloss der Süddeutsche Fußball-Verband seinerseits die Bildung einer zweigleisigen Landesliga Groß-Hessen als Unterbau der Oberliga Süd. Daraufhin wurde die Mainliga nach bereits wenigen Spielen wieder aufgelöst. Ihre Vereine wurden in die beiden Gruppen der Landesliga eingegliedert, die am 30. Dezember 1945 den Spielbetrieb aufnahm. Mit dem SV Kurhessen Kassel und Borussia Fulda nahmen auch zwei kurhessische Vereine an der Landesliga teil. Die Ergebnisse der bereits in der Mainliga ausgetragenen Spiele wurden übernommen. Die Kurhessenliga nahm ihren Spielbetrieb am 6. Januar 1946 auf.
Im Februar 1946 wurde in Groß-Hessen ein Fachausschuß Fußball gebildet, aus dem im Juli 1946 der Hessische Fußball-Verband (HFV) entstand. Für die folgende Saison wurde eine fünfgleisige Landesliga eingerichtet, in der beide bestehenden Landesligagruppen sowie die Kurhessenliga aufgingen.

## Landesliga Groß-Hessen

### Gruppe West
| Pl. | Verein                 | Sp. | Tore  | Punkte |
| --- | ---------------------- | --- | ----- | ------ |
| 01  | SV Wiesbaden           | 18  | 48:28 | 25:11  |
|     | 1. Rödelheimer FC      | 18  | 63:35 | 23:13  |
| 03  | FV Biebrich 02         | 18  | 40:42 | 21:15  |
| 04  | Sportfreunde Frankfurt | 18  | 39:45 | 19:17  |
| 05  | Rot-Weiss Frankfurt    | 18  | 33:32 | 18:18  |
| 06  | Spvgg. 03 Neu-Isenburg | 18  | 38:19 | 17:19  |
| 07  | SC Opel Rüsselsheim    | 18  | 30:33 | 17:19  |
| 08  | SpVgg Griesheim 02     | 18  | 32:37 | 16:20  |
| 09  | SV Darmstadt 98        | 18  | 40:53 | 13:23  |
| 10  | SG 01 Hoechst          | 18  | 23:62 | 11:25  |

Da der SV Wiesbaden zwei seiner Punkte am grünen Tisch erlangt hatte, wurde zur Ermittlung des Gruppensiegers in Aschaffenburg ein Entscheidungsspiel zwischen Wiesbaden und dem 1. Rödelheimer FC ausgetragen, das Rödelheim mit 3:1 gewann.
|           | Ergebnis |                   |
| --------- | -------- | ----------------- |
| Wiesbaden | 1:3      | 1. Rödelheimer FC |

### Gruppe Ost
| Pl. | Verein                 | Sp. | Tore  | Punkte |
| --- | ---------------------- | --- | ----- | ------ |
| 01  | Viktoria Aschaffenburg | 20  | 75:29 | 34:60  |
| 02  | Germania Bieber        | 20  | 49:31 | 27:13  |
| 03  | VfB Friedberg          | 20  | 54:38 | 24:16  |
| 04  | VfB 1900 Offenbach     | 20  | 47:37 | 24:16  |
| 05  | VfB 06 Großauheim      | 20  | 38:40 | 20:20  |
| 06  | FC Hanau 93            | 20  | 34:38 | 19:21  |
| 07  | Borussia Fulda         | 20  | 34:39 | 19:21  |
| 08  | SV Kurhessen Kassel    | 20  | 30:41 | 16:24  |
| 09  | VfL Germania Frankfurt | 20  | 31:48 | 13:27  |
| 10  | Union Niederrad        | 20  | 33:56 | 13:27  |
| 11  | TSV 1860 Hanau         | 20  | 26:54 | 11:29  |

Der VfL Germania Frankfurt trat zunächst als SG Sachsenhausen an.

### Aufstiegsspiele zur Oberliga Süd
|                        | Ergebnis |                        | Ort           |
| ---------------------- | -------- | ---------------------- | ------------- |
| 1. Rödelheimer         | 0:2      | Viktoria Aschaffenburg | Rödelheim     |
| Viktoria Aschaffenburg | 6:2      | 1. Rödelheimer FC      | Aschaffenburg |
| 1. Rödelheimer         | 2:8      | Viktoria Aschaffenburg |               |

## Kurhessenliga
| Pl. | Verein                      | Sp. | Tore  | Punkte |
| --- | --------------------------- | --- | ----- | ------ |
| 01  | Eintracht Kassel            | 22  | 69:28 | 33:11  |
| 02  | SG Kirchditmold             | 22  | 74:36 | 31:13  |
| 03  | FV 1910 Horas               | 22  | 61:43 | 30:14  |
| 04  | SpVgg Olympia Niederzwehren | 22  | 52:33 | 27:17  |
| 05  | 1. FV Bebra                 | 22  | 73:50 | 25:19  |
| 06  | Germania Fulda              | 22  | 51:62 | 22:22  |
| 07  | SG Hessen Hersfeld          | 22  | 47:51 | 21:23  |
| 08  | Blau-Weiß Kassel            | 22  | 51:61 | 20:24  |
| 09  | VfL Rothenditmold           | 21  | 38:47 | 18:24  |
| 10  | SV Rotenburg                | 22  | 39:56 | 15:29  |
| 11  | SV Neuhof                   | 21  | 23:64 | 12:30  |
| 12  | Hessisch Lichtenauer FV     | 22  | 41:88 | 08:36  |

Ein Aufstieg aus der Kurhessenliga fand nicht statt. Bis auf den Tabellenletzten Hessisch Lichtenauer FV wurden in der folgenden Saison alle Vereine in die vergrößerte Landesliga übernommen.